# 36213 Robertotisgreen
36213 Robertotisgreen è un asteroide della fascia principale. Scoperto nel 1999, presenta un'orbita caratterizzata da un semiasse maggiore pari a 2,8713276 UA e da un'eccentricità di 0,0869055, inclinata di 5,64236° rispetto all'eclittica.